# Petruskirche (Unterrosphe)

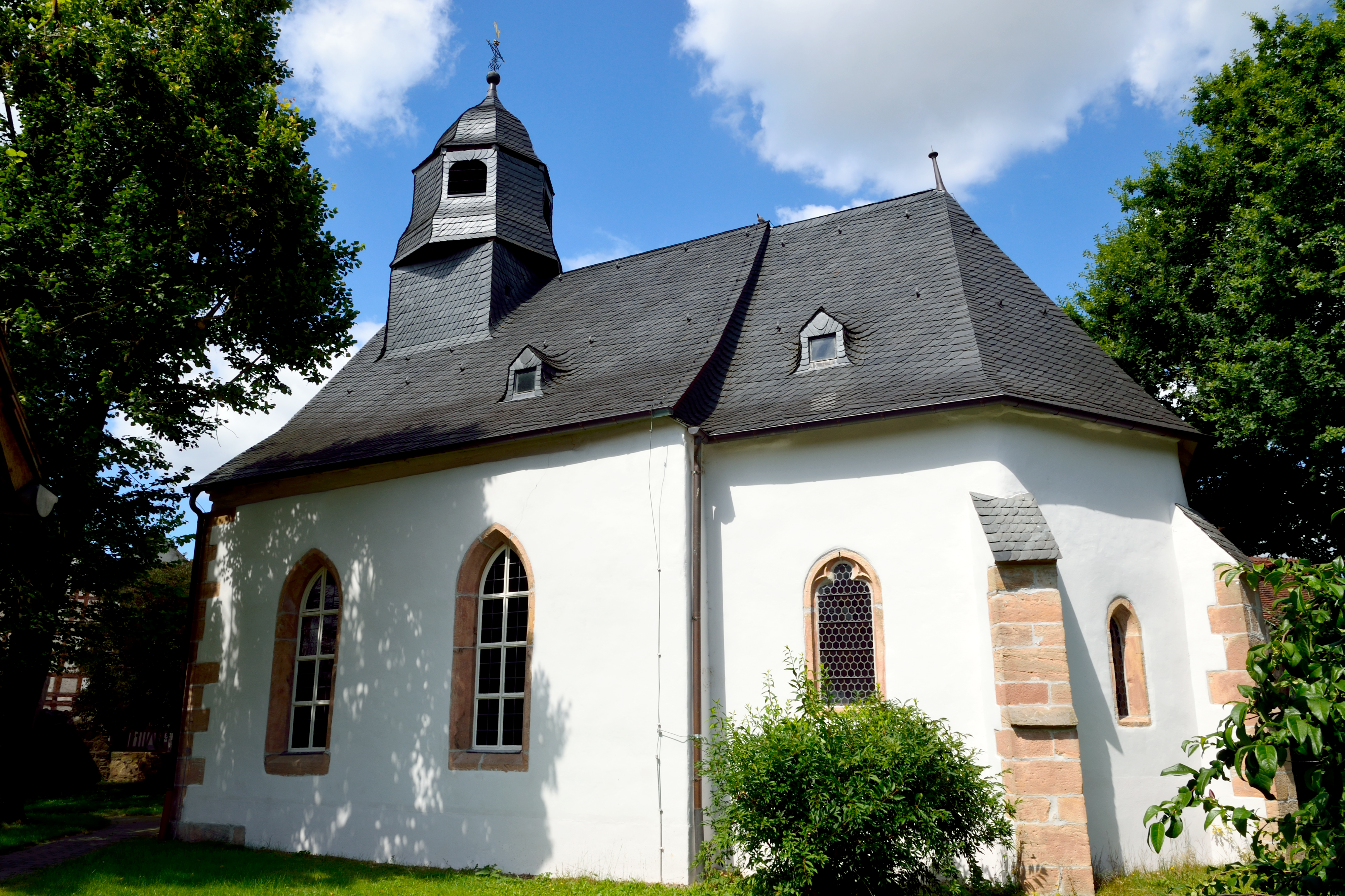
Petruskirche (Unterrosphe)

Die evangelische Petruskirche ist ein denkmalgeschütztes Kirchengebäude, das in Unterrosphe steht, einem Stadtteil von Wetter im Landkreis Marburg-Biedenkopf (Hessen). Die Kirche gehört zur Kirchengemeinde Rosphetal-Mellnau im Kirchenkreis Kirchhain im Sprengel Marburg der Evangelischen Kirche von Kurhessen-Waldeck.

## Beschreibung
1291 wurde eine romanische Saalkirche gebaut, deren mit Strebepfeilern gestützter Chor heute noch vorhanden ist. Er war innen ursprünglich mit Fresken verziert, deren Reste 1959 freigelegt und restauriert wurden. In die Nordwand wurde 1525 ein Sakramentshaus eingebaut. 1610 wurde das Kirchenschiff und 1661 wurden die Fenster erneuert; 1685 kam die Kanzel dazu. 
Aus dem schiefergedeckten Satteldach des Kirchenschiffs erhebt sich ein viereckiger Dachreiter mit einem achteckigen Aufsatz, der mit einer glockenförmigen Haube bedeckt ist. Im 18. Jahrhundert wurden wegen steigender Einwohnerzahlen längs und quer Emporen eingebaut. Zur gleichen Zeit wurde das südliche Portal zugemauert, um Platz für weitere Kirchenbänke zu schaffen. 
Die Orgel mit 9 Registern, einem Manualen und Pedal wurde 1844 von Friedrich Ziese erbaut und 2010 durch Orgelbaumeister Christoph Böttner restauriert.